# Melodija 1000 otoka (1931.)
Melodija 1000 otoka (Melodija hiljadu otoka) je prvi hrvatski cjelovečernji zvučni film. Glazbu je 1932. skladao Josip Deči, a režirao Max Oswatitsch (Osvatić). Film je snimljen u hrvatsko-njemačkoj koprodukciji.

## Vanjske poveznice
- IMDB Max Oswatitsch
- ARHiNET - Zbirka fotografija hrvatskog filma (zbirka) - Portreti (serija) Max Osvatić
- CEEOL Marijan Mikac: Naš film na stramputici, Nova Evropa, XXVII/1934, br. 8, str. 278-287(pdf)